# تلمبه عمیق سلطانی
تلمبه عمیق سلطانی روستایی در دهستان گلستان بخش گلستان شهرستان سیرجان استان کرمان ایران است.

## جمعیت
بر پایه سرشماری عمومی نفوس و مسکن در سال ۱۳۹۵ جمعیت این مکان ۱۱ نفر (۵خانوار) بوده‌است.